# 北新卡纳昂
北新卡纳昂是巴西马托格罗索州的一个市镇。总面积5968.991平方公里，总人口12668人，人口密度2.1人/平方公里。